# Isabel (Dakota del Sud)
Isabel és una població dels Estats Units a l'estat de Dakota del Sud. Segons el cens del 2000 tenia 239 habitants.

## Demografia
Segons el cens del 2000, Isabel tenia 239 habitants, 89 habitatges, i 59 famílies. La densitat de població era de 103,7 habitants per km².
Dels 89 habitatges en un 34,8% hi vivien nens de menys de 18 anys, en un 49,4% hi vivien parelles casades, en un 10,1% dones solteres, i en un 32,6% no eren unitats familiars. En el 31,5% dels habitatges hi vivien persones soles el 22,5% de les quals corresponia a persones de 65 anys o més que vivien soles. El nombre mitjà de persones vivint en cada habitatge era de 2,69 i el nombre mitjà de persones que vivien en cada família era de 3,38.
Per edats la població es repartia de la següent manera: un 33,9% tenia menys de 18 anys, un 5,4% entre 18 i 24, un 24,7% entre 25 i 44, un 16,7% de 45 a 60 i un 19,2% 65 anys o més.
L'edat mediana era de 35 anys. Per cada 100 dones de 18 o més anys hi havia 90,4 homes.
La renda mediana per habitatge era de 14.643 $ i la renda mediana per família de 18.750 $. Els homes tenien una renda mediana de 23.438 $ mentre que les dones 18.125 $. La renda per capita de la població era de 7.919 $. Entorn del 28,3% de les famílies i el 36,8% de la població estaven per davall del llindar de pobresa.

## Poblacions més properes
El següent diagrama mostra les poblacions més properes.